# Marco Di Lauro
Marco Di Lauro (Napoli, 16 giugno 1980) è un mafioso italiano, appartenente alla Camorra.
È stato latitante dal 7 dicembre 2004 fino al 2 marzo 2019. Dal 17 novembre 2006 era ricercato anche in campo internazionale e faceva parte dell'elenco dei latitanti di massima pericolosità. È stato il secondo latitante più pericoloso d'Italia dopo Matteo Messina Denaro. Nel 2010, un collaboratore di giustizia indica Marco Di Lauro come mandante di 4 omicidi.  Sta ora scontando la pena in regime 41 bis.

## Biografia
Quarto di 10 fratelli, figli del boss Paolo Di Lauro, capo del clan Di Lauro, di cui fa parte.
Latitante a seguito di un maxi blitz a Scampia in cui Di Lauro fece perdere le sue tracce, era ricercato per associazione di tipo mafioso e altri reati.
Il 27 marzo 2012 la Polizia fermò in un ristorante una persona dalle fattezze molto simili a quelle del boss, ma la comparazione delle impronte digitali rivelò che la persona arrestata non era uno degli eredi dell'ex capo clan di Secondigliano.
Il 2 maggio del 2012, la Terza Corte di Assise di Appello del Tribunale di Napoli condannò Marco Di Lauro (latitante) all'ergastolo, per l'omicidio del giovane innocente Attilio Romanò, ucciso per errore nel gennaio del 2005 nell'ambito della Prima faida di Scampia a Napoli.
Il 22 ottobre 2012 venne diffuso l’identikit di 5 latitanti “eccellenti” (Marco Di Lauro, Mariano Riccio, Antonio Mennetta, Rosario Guarino e Mariano Abete) che avrebbero avuto un ruolo di rilievo nella seconda faida di Scampia.
Il 18 giugno 2015 la Suprema Corte di Cassazione rinviò a giudizio in Corte d'Appello Marco Di Lauro, considerato il mandante dell'agguato omicida ad Attilio Romanò, disponendo la caduta del secondo ergastolo, per cui Marco Di Lauro fu latitante solo per reati associativi.
Sarebbe legato sentimentalmente ad una donna vicina al clan Tamarisco di Torre Annunziata, che ne avrebbe favorito la latitanza, Di Lauro avrebbe intrattenuto rapporti di "affari" (un mercato riguardante prevalentemente la droga) con la 'Ndrangheta, in particolare con la 'Ndrina dei Pelle-Vottari.
Nel 2015 si credeva che si fosse sottoposto a un intervento chirurgico di plastica facciale, fatto  per cambiare le fattezze del volto ed eludere le forze dell'ordine.
Il 25 dicembre 2016 e nel marzo 2017, in due distinti blitz, il primo effettuato all'interno di una mansarda dei Camaldoli e il secondo nel Rione Terzo Mondo, Di Lauro riuscì per due volte a sfuggire alla cattura da parte delle forze dell'ordine.
Nel dicembre 2017 venne diffusa una nuova foto segnaletica, ricavata attraverso il programma informatico “Age Progression” dove Marco Di Lauro, visibilmente invecchiato, apparì con barbetta e capelli brizzolati. L’aggiornamento tenne conto di molti fattori, compresa la somiglianza con i genitori o i nonni analizzata in rapporto agli anni che passavano.
Il 26 novembre 2018, dopo l'arresto di Antonio Orlando, boss del clan Orlando, diventa il latitante di camorra ricercato da più anni in assoluto.
All'inizio del 2019, la Procura di Napoli fissa un obiettivo: catturare Ciro Rinaldi e Marco Di Lauro, riuscendo in tal proposito, dato che entrambi saranno catturati, dapprima Rinaldi (a febbraio) e poi Di Lauro (a marzo).

### Arresto
Il 2 marzo 2019, venne arrestato a Napoli, nel quartiere Marianella, grazie a un'operazione congiunta di Polizia, Carabinieri e Guardia di Finanza. Al momento della cattura era disarmato.
Il 12 marzo 2019 venne trasferito dal carcere di Secondigliano a quello di massima sicurezza di Sassari, per scontare la sua pena in regime 41 bis.
Il 1º luglio 2019 venne fissato il processo bis per l'omicidio di Attilio Romanò, vittima innocente della camorra, venendo condannato all'ergastolo dalla Corte di Appello di Napoli l'11 novembre 2019, quale mandante dell’omicidio. Si appurò che la vittima venne scambiata per il nipote del boss Rosario Pariante ed ucciso in un negozio di telefonia.
Nell'ottobre 2020, trapelò la notizia della sua scelta di dissociarsi e di tagliare i ponti con la Camorra ed i suoi trascorsi.